# Kozma Prezviter, Tărgoviște
Kozma Prezviter (în bulgară Козма Презвитер) este un sat în comuna Omurtag, regiunea Tărgoviște,  Bulgaria. 

## Demografie
Componența etnică a satului Kozma Prezviter
     Turci (19,23%)
     Bulgari (4,67%)
     Nicio identificare (76,08%)
     Altele (0%)
La recensământul din 2011, populația satului Kozma Prezviter era de 577 locuitori. Nu există o etnie majoritară, locuitorii fiind turci (19,23%) și bulgari (4,67%). Pentru 76,08% din locuitori nu este cunoscută apartenența etnică.